# Elymus sikkimensis
Elymus sikkimensis är en gräsart som först beskrevs av Aleksandre Melderis, och fick sitt nu gällande namn av Aleksandre Melderis. Elymus sikkimensis ingår i släktet elmar, och familjen gräs. Inga underarter finns listade i Catalogue of Life.